# Xylophaga praestans
Xylophaga praestans är en musselart som beskrevs av E. A. Smith 1903. Xylophaga praestans ingår i släktet Xylophaga och familjen borrmusslor. Inga underarter finns listade i Catalogue of Life.